# シーフィールド伯爵
シーフィールド伯爵（英: Earl of Seafield）は、イギリスの伯爵、貴族。スコットランド貴族爵位。オグルヴィ氏族の流れを汲む第4代フィンドレイター伯爵ジェームズ・オグルヴィが1701年に叙されたことに始まり、現在はその女系子孫のオグルヴィ＝グラント家(Ogilvie-Grant Family)が爵位を保持する。
伯爵位はデスクフォードのオグルヴィ卿及びフィンドレイター伯爵を前身とする。1811年までは二つの伯爵位は継承権者を一つにしていた。

## 歴史
オグルヴィ氏族の一員ウォルター・オグルヴィ(?-1626)は1615年に「デスクフォードのオグルヴィ卿(Lord Ogilvy of Deskford)」に叙せられた。これがシーフィールド系統オグルヴィ氏族の爵位叙爵の初出にあたる。
その子のジェームズ(?-1653)は主教戦争の休戦に尽力した人物で、王党派と盟約派（ハントリー侯爵と第5代モントローズ伯爵）との仲を取り持っている。その彼は1638年2月20日にスコットランド貴族として「フィンドレイター伯爵(Earl of Findlater)」及び「デスクフォード卿(Lord Deskford)」を授けられた。この叙爵は一族の長たるジェームズ・オグルヴィに先んじて行われたために同人の激しい怒りを買っている。また、伯爵には男子がなかったため、娘婿パトリック・オグルヴィに相続させるべく、1641年に爵位を一旦爵位を返上して再叙爵（ノヴォダマス）を受けた。そのため、以降の爵位継承はパトリック(2代伯)の子孫によって続く。

### シーフィールド伯爵位を得る

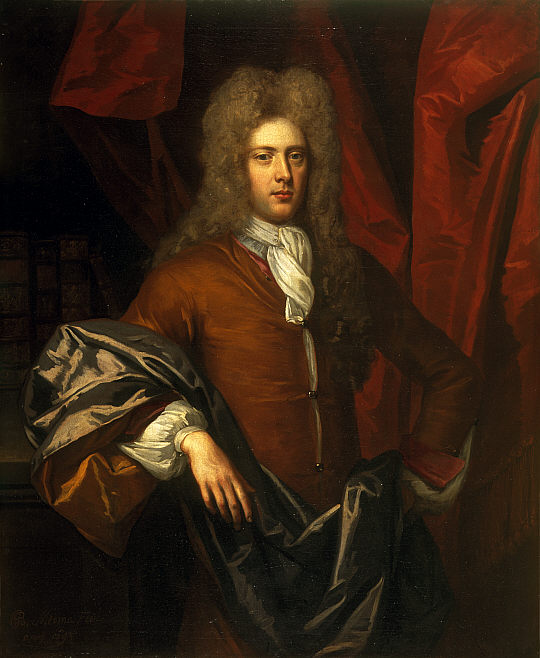
初代シーフィールド伯爵ジェームズ・オグルヴィ。法曹官僚として栄達を遂げた。

2代伯の孫の4代伯ジェームズ(1663–1730)はスコットランド弁護士会に属した弁護士で、のちに栄達してスコットランド法務次官やスコットランド大法官を務めている。爵位の面でも上昇し、1698年6月24日に「シーフィールド子爵(Viscount Seafield)」及び「カレンのオグルヴィ卿(Lord Ogilvy of Cullen)」を授けられた。続いて1701年には、「シーフィールド伯爵(Earl of Seafield)」、「リードヘイヴン子爵(Viscount Reidhaven)」及び「デスクフォード=カレンのオグルヴィ卿(Lord Ogilvy of Deskford and Cullen)」に叙されている。一連の叙爵の背景には、スコットランド合同を推進する政府がオグルヴィの政治力を見込んで栄達させたという思惑があった。
その子の5代伯ジェームズ(1689-1764)はスコットランド貴族代表議員やスコットランド海軍次官を歴任した。官職スコットランド警察卿(Lord of Police)に至っては、6代伯ジェームズまで親子二代にわたって務めている。
しかし、7代伯ジェームズが子のないまま死去すると、フィンドレイター伯爵位、デスクフォードのオグルヴィ卿位、デスクフォード卿位は継承者を欠き休止した。他方、女系継承可能なシーフィールド伯爵位は又従弟の第8代準男爵サー・ルイス・グラントが相続した。この際に、グラント家は同じく女系継承によって「(コフーンの)準男爵位(Colquhoun baronetcy, of Colquhoun)」を世襲していたことから、この準男爵位も伯爵位に従属することとなった。また、ルイスに嗣子はなかったことから、弟フランシス(6代伯、1778–1853)、その子ジョン(7代伯、1815–1881)へと伯爵位は継承された。

### ストラスペイ男爵位との関係
ジョン・オギルヴィ＝グラント(1815-1881)は伯爵位継承後、1858年8月14日に連合王国貴族として「インヴァーネス＝マリ州ストラスペイのストラスペイ男爵(Baron Strathspey, of Strathspey in the Counties of Inverness and Moray)」に叙された。ゆえに伯爵家は自動的に英貴族院に議席を得ることとなったが、彼の嫡男イアン(8代伯、1851-1884)は生涯未婚のまま死去したため、男爵位は廃絶となった。

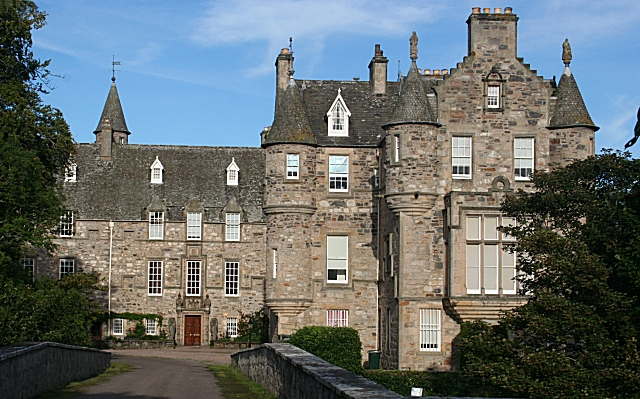
伯爵家の旧邸宅カレン・ハウス。

8代伯の伯父ジェームズ(1817-1888)は9代伯として爵位を継いだのち、1884年6月17日に同名の爵位「インヴァーネス＝マリ州ストラスペイのストラスペイ男爵」を再創設されており、この爵位は現存する。
その後、9代伯の孫にあたる11代伯ジェームズ(1876-1915)が男子のないまま第一次世界大戦で戦死を遂げた。この際に男子への相続を求めるストラスペイ男爵位は弟トレヴァーが継承して伯爵位と分離している。他方、女系継承可能なシーフィールド伯爵位を始めとするスコットランド貴族爵位は11代伯の長女ニーナ(12代女伯、1906-1969)が相続することとなった。
その長男の13代伯イアン(1939-)がシーフィールド伯爵家現当主を務めている。
かつての伯爵家の邸宅にはカレン・ハウスがあった。

## 現当主の保有爵位
現当主である第13代シーフィールド伯爵イアン・オグルヴィ＝グラントは、以下の爵位を有する。
- 第13代シーフィールド伯爵(13th Earl of Seafield)
（1701年6月24日の勅許状によるスコットランド貴族爵位）
- 第13代シーフィールド子爵(13th Viscount Seafield)
（1698年6月24日の勅許状によるスコットランド貴族爵位）
- 第13代リードヘイヴン子爵(13th Viscount Reidhaven)
（1701年6月24日の勅許状によるスコットランド貴族爵位）
- 第13代カレンのオグルヴィ卿(13th Lord Ogilvy of Cullen)
（1698年6月24日の勅許状によるスコットランド貴族爵位）
- 第13代デスクフォード=カレンのオグルヴィ卿(13th Lord Ogilvy of Deskford and Cullen)
（1701年6月24日の勅許状によるスコットランド貴族爵位）

## 一覧

フィンドレイター伯爵家時代の紋章。現在の伯家紋章はこのクォータリングに更にグラント家の家紋が追加されている。

### デスクフォードのオグルヴィ卿（1616年）
- 初代デスクフォードのオグルヴィ卿ウォルター・オグルヴィ (?-1626)
- 第2代デスクフォードのオグルヴィ卿ジェームズ・オグルヴィ (?-1653) (1638年にフィンドレイター伯爵叙爵)

### フィンドレイター伯爵（1638年）
- 初代フィンドレイター伯爵ジェームズ・オグルヴィ (?-1653)
- 第2代フィンドレイター伯爵パトリック・オグルヴィ (?-1658)
- 第3代フィンドレイター伯爵ジェームズ・オグルヴィ (?-1711)
- 第4代フィンドレイター伯爵（初代シーフィールド伯爵）ジェームズ・オグルヴィ (1663–1730) (1701年にシーフィールド伯爵叙爵)
- 第5代フィンドレイター伯爵（第2代シーフィールド伯爵）ジェームズ・オグルヴィ (?-1764)
- 第6代フィンドレイター伯爵（第3代シーフィールド伯爵）ジェームズ・オグルヴィ (?-1770)
- 第7代フィンドレイター伯爵（第4代シーフィールド伯爵）ジェームズ・オグルヴィ（英語版） (1750–1811) (フィンドレイター伯爵位休止)

### シーフィールド伯爵（1701年）
- 第5代シーフィールド伯爵ルイス・アレクサンダー・グラント＝オグルヴィ（英語版） (1767–1840)
- 第6代シーフィールド伯爵フランシス・ウィリアム・オグルヴィ＝グラント（英語版） (1778–1853)
- 第7代シーフィールド伯爵ジョン・チャールズ・オグルヴィ＝グラント（英語版） (1815–1881)
- 第8代シーフィールド伯爵イアン・チャールズ・オグルヴィ＝グラント（英語版）(1851–1884)
- 第9代シーフィールド伯爵ジェームズ・オグルヴィ＝グラント（英語版） (1817–1888)
- 第10代シーフィールド伯爵フランシス・ウィリアム・オグルヴィ＝グラント（英語版）(1847–1888)
- 第11代シーフィールド伯爵ジェームズ・オグルヴィ＝グラント (1876–1915)
- 第12代シーフィールド女伯爵ニーナ・オグルヴィ＝グラント＝スタッドリー＝ハーバート（英語版） (1906–1969)
- 第13代シーフィールド伯爵イアン・デリック・フランシス・オグルヴィ＝グラント (1939- )

爵位の法定推定相続人は、現当主の息子であるリードヘイヴン子爵（儀礼称号）ジェームズ・アンドリュー・オグルヴィ＝グラント(1963-)。